# 水星の太陽面通過 (金星)

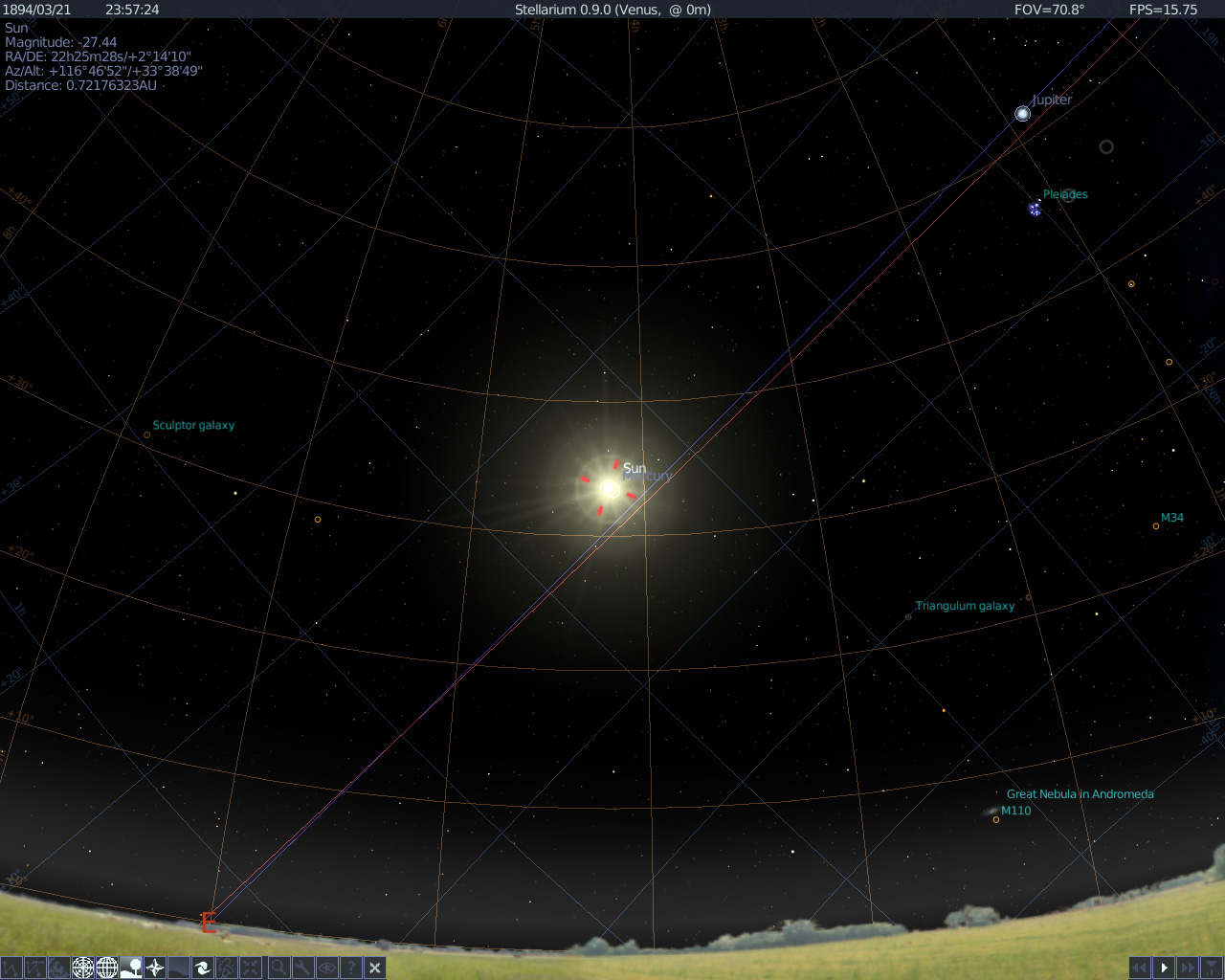
金星における水星の太陽面通過（コンピュータによるシミュレーション、1894年3月21日）

金星における水星の太陽面通過（すいせいのたいようめんつうか）は、水星が金星と太陽の間にちょうど入り、金星から見ると水星が太陽面のごくごく一部を覆い隠しながら通過していくように見える天文現象である。この太陽面通過の間、金星から見た水星は太陽面を横切っていく小さな黒い円盤のように見える。

## 周期
金星における水星の太陽面通過はある時期は10年に数回、ある時期は長い隔たりがあるなど不規則な周期で起こっている。紀元前125000年から125000年までの25万年間では30,165回起こり、これは地球における水星の太陽面通過（40,540回）に比べると起こる頻度は低い。
なお金星における水星の太陽面通過を確認した地球上の人類は2016年現在存在しない。また、仮に金星に行けたとしても、地表では硫酸の粒などで構成された分厚い雲に阻まれて太陽からの光が直接地表に到達することはなく、観測不能であると考えられる。

### 金星における水星の太陽面通過が起こる日
- 1894年3月21日
- 2005年11月17日
- 2007年6月4日
- 2011年6月3日
- 2012年12月18日
- 2016年12月17日
- 2022年7月2日

- 2028年1月16日
- 2033年8月1日
- 2058年6月24日
- 2062年6月24日
- 2064年1月9日
- 2068年1月8日
- 2069年7月25日

### 会合周期
水星と金星の会合周期は約144.5662日である。これは次の公式を用いることで導き出せる。
{\displaystyle 1/(1/P-1/Q)}
Pには水星の公転周期（約87.968435日）が、Qには金星の公転周期（約224.695434日）がそれぞれ代入される。

### 軌道傾斜角
金星の黄道に対する水星の軌道傾斜角は4.33度である。これは地球の黄道に対するそれの数値（7.00度）より少ない。

## その他
1894年3月21日に起きた太陽面通過は、特に興味深い現象が起きている。このとき土星でも水星の太陽面通過と金星の太陽面通過が同時に起きている。